# Christian Friedrich Koennecke
Christian Friedrich Koennecke, genannt Fritz (* 19. Juni 1876 in  New York, NY; † 30. August 1960 in Schwaz, Tirol) war ein deutscher Komponist.

## Biographie
Koennecke besuchte die Musikakademie München und studierte bei Max Rheinberger Komposition und Kontrapunkt, bei Albert Schmidt–Lindner Klavier, und  bei Ludwig Thuille Instrumentation.
Sein erstes Werk war die heitere Oper Cagliostro. Generalmusikdirektor Felix Mottl (München) und Generalmusikdirektor Max von Schillings (Stuttgart) beabsichtigten gleichzeitig das Werk herauszubringen, forderten jedoch größere Kürzungen, die er damals nicht vornahm, sodass die Aufführungen scheiterten.
Er schrieb 2 Einakter, die als historische Gegensätze für einen Abend gedacht waren. Die eine Oper nach dem gleichnamigen Fastnachtsspiel von Hans Sachs „Der fahrend Schüler im Paradeis“ wurde in Karlsruhe 1913 mit Erfolg aufgeführt. Das zweite „Schäferspiel“ (Text von A. Sexauer) war ein Stück Rokoko. 
Dann schrieb er im Auftrag von Max Reinhardt für dessen Regiebuch der „Könige Saul und David“ ein Sprech- und Sing-Oratorium. Die für 1917 geplante Aufführung am Deutschen Theater zu Berlin scheiterte daran, dass Fritz Koennecke die deutsche Staatsangehörigkeit nicht besaß. 
Seine Oper „Magdalena“ (Text von Heinz Hinzelmann) wurde von  1919 bis 1921 in Berlin im Deutschen Opernhaus und weiteren Städten uraufgeführt. 1934 entstand das Oratorium „Weltenwende“, das in großem Stil mit 500 Mitwirkenden in Recklinghausen mit Erfolg zur Uraufführung kam. Symphonisch schrieb er „Saga“, eine Heldenlegende in 18 Bildern. 1943 wurde sein Tanzmärchen von „Senta Mariea“ im Prinzregententheater München aufgeführt. Seine Lieder erschienen im Simrock-Verlag Leipzig. Seine Bühnenwerke erschienen im Verlag deutscher Bühnenschriftsteller und Bühnenkomponisten.